# Chiesa di Santa Maria della Concezione a Montecalvario

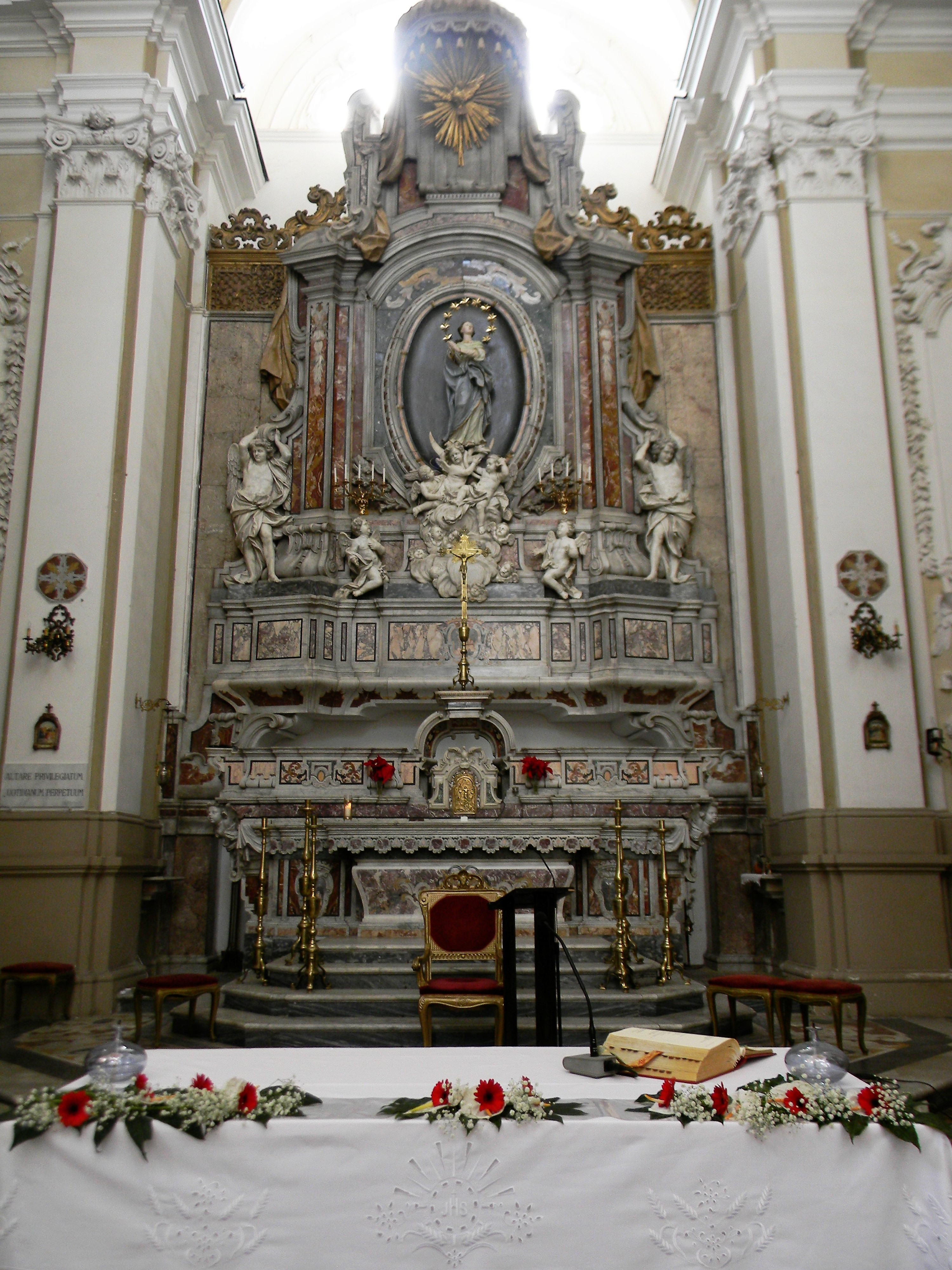
Scorcio dell'interno: l'altare maggiore del Vaccaro

La chiesa di Santa Maria della Concezione a Montecalvario è un luogo di culto ubicato nel centro storico di Napoli. È uno degli esempi più interessanti dell'architettura barocca napoletana del Settecento.

## Storia
La fondazione di un primo piccolo luogo di culto risale al 1579, mentre tra il 1586 e il 1589 fu costruito un monastero e il collegio della Concezione.
Tra il 1718 eil 1725 fu incaricato Domenico Antonio Vaccaro, con la collaborazione degli ingegneri Giuseppe Lucchese Prezzolini e Filippo Marinelli, di riedificare la chiesa.
La decorazione risale al 1724.
Nel 1889 il complesso fu chiuso temporaneamente a causa di dissesti statici; sul finire del XIX secolo passò nelle mani dei Collegi Riuniti e dal 1916 fu concessa in enfiteusi perpetua all'arciconfraternita del Santissimo Corpo di Cristo, mentre il collegio e il giardino furono affidati al Comune di Napoli. Nel 1928 fu demolito il collegio ed edificata una scuola elementare. 
Nel 1960, nel giardino fu realizzato un edificio destinato all'Opera Nazionale Maternità ed Infanzia; diciotto anni dopo furono eseguiti nuovi restauri ad opera dell'architetto Loreto Colombo, ma nel 1980 fu danneggiata dal sisma e i lavori di restauro furono proseguiti fino al 1987.
Nel 2016 la chiesa è stata chiusa per inagibilità dovuta a infiltrazioni. Attualmente è interessata da complessi lavori di restauro.

## Descrizione
L'interno si presenta con una pianta a croce greca allungata e inscritta in un ottagono (notevoli sono i disegni delle volte che assumono forme diverse) con tre altari e cappelle, mentre la navata è coperta da una cupola decorata da stucchi, opera di Giuseppe Cristiano.
L'altare maggiore è del Vaccaro. Ai lati ci sono gli stemmi della famiglia Mercurio con le insegne della torre e del caduceo; su è posta, in un'ellisse di bardiglio, la seicentesca statua lignea dell'Immacolata, opera certa del maestro Aniello Perrone. Nelle sei cappelle ci sono dipinti del Vaccaro, Tommaso Martini e Nicola Maria Rossi. Del Vaccaro è anche il pavimento in cotto e maiolica.

## Galleria d'immagini

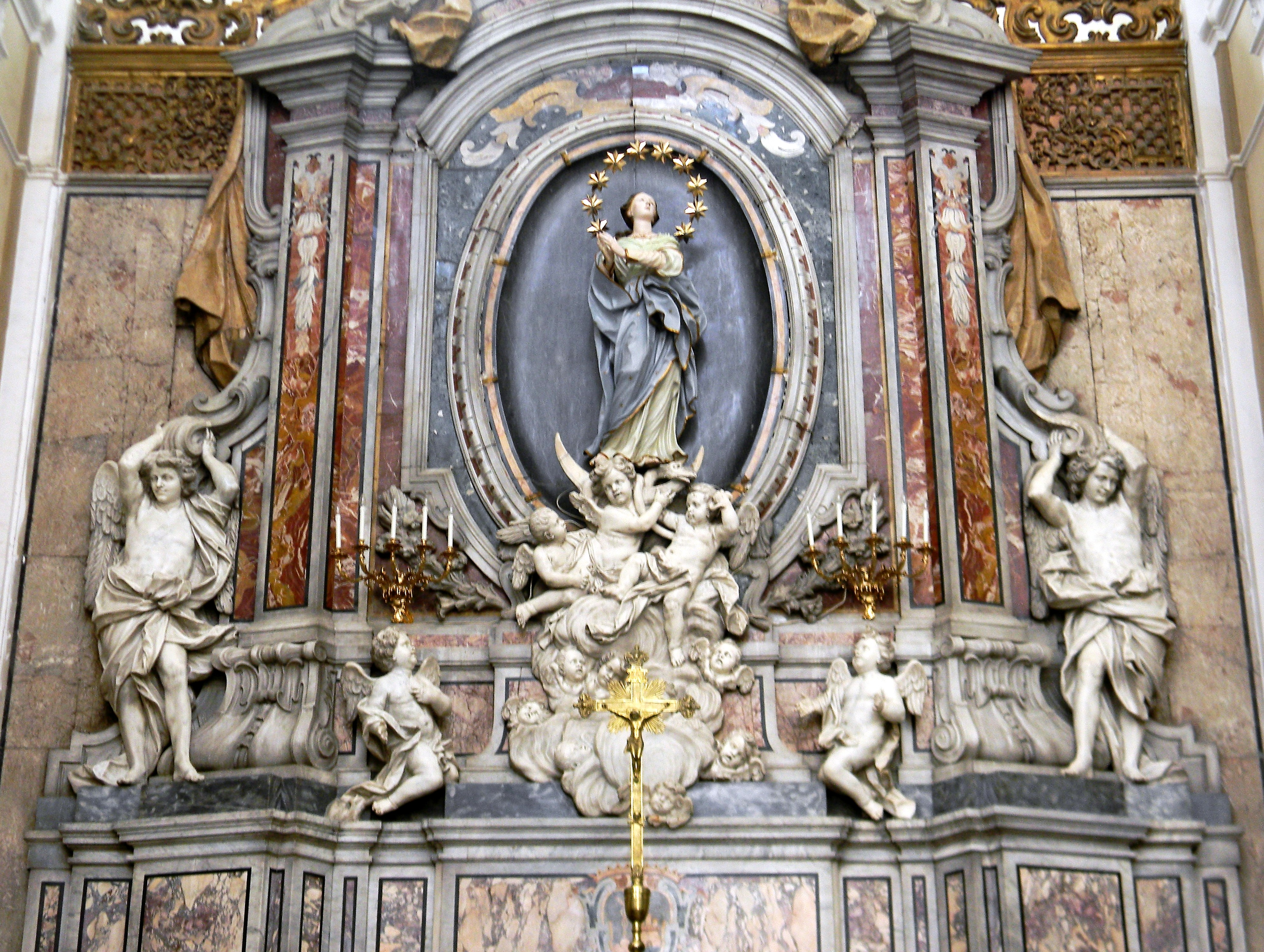
Particolare dell'altare maggiore
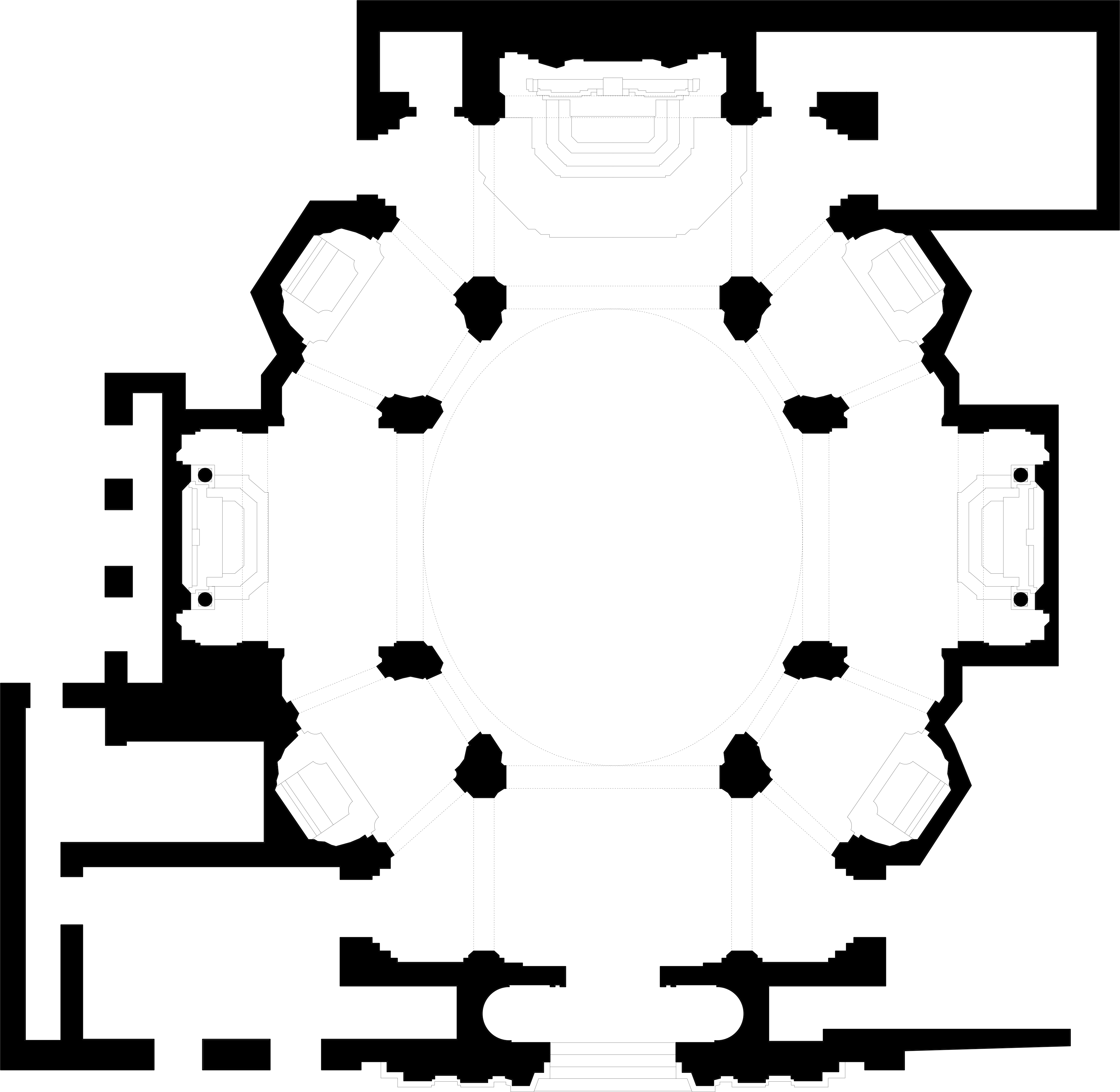
La pianta gigliata della chiesa